# Liste der Monuments historiques in Lachapelle-sous-Chaux
Die Liste der Monuments historiques in Lachapelle-sous-Chaux führt die Monuments historiques in der französischen Gemeinde Lachapelle-sous-Chaux auf.

## Liste der Objekte
| Bezeichnung                                | Beschreibung                             | Standort                        | Kennzeichnung | Schutzstatus | Datum | Bild |
| ------------------------------------------ | ---------------------------------------- | ------------------------------- | ------------- | ------------ | ----- | ---- |
| Bas-Relief: Taufe Christi                  | Holz, 18. Jahrhundert                    | in der Kirche St-Vincent (Lage) | PM90000055    | Classé       | 1981  |      |
| Skulptur der heiligen Katharina von Siena  | Holz, bemalt, 18. Jahrhundert            | in der Kirche St-Vincent (Lage) | PM90000371    | Inscrit      | 1988  |      |
| Skulptur des heiligen Dominikus            | Holz, bemalt, 18. Jahrhundert            | in der Kirche St-Vincent (Lage) | PM90000368    | Inscrit      | 1988  |      |
| Skulptur Madonna mit Kind                  | Holz, polychrom gefasst, 18. Jahrhundert | in der Kirche St-Vincent (Lage) | PM90000369    | Inscrit      | 1988  |      |
| Skulptur des heiligen Vincent              | Holz, polychrom gefasst, 18. Jahrhundert | in der Kirche St-Vincent (Lage) | PM90000370    | Inscrit      | 1988  |      |
| Glocke                                     | Bronze, 1780 gegossen                    | in der Kirche St-Vincent (Lage) | PM90000053    | Classé       | 1942  |      |
| Zwei Skulpturen: Apostel Petrus und Paulus | Holz, 18. Jahrhundert                    | in der Kirche St-Vincent (Lage) | PM90000054    | Classé       | 1981  |      |